# Masumi Fuchise
Masumi Fuchise (渕瀬　真寿美) (Himeji, Hyogo, 2 de setembre de 1986) és una marxadora japonesa. Va ser setena al Campionat del Món d'atletisme de 2009 i ha estat dues vegades campiona asiàtica de marxa. El 2009 va establir el rècord japonès per a la cursa de 20 quilòmetres. També va guanyar la medalla de plata a la Universíada d'estiu de 2009.

## Carrera
Nascuda a Himeji (prefectura de Hyogo), Fuchise va iniciar-se com a corredora però va canviar a la marxa després d'una lesió. La primera vegada que va compatir en aquesta disciplina va tenir èxit en guanyar la cursa de 10.000 metres als Campionats Interuniversitaris Japonesos de 2005. Va fer el seu debut mundial a la gespa nacional al Campionat del Món d'atletisme de 2007, celebrat a Osaka. Fuchise va acabar en el lloc 27 en la marxa femenina de 20 km, una mica per darrere de la seva compatriota Mayumi Kawasaki, que va quedar en desena posició. L'any següent va participar en els campionats asiàtics de marxa i, tot i que Kawasaki va guanyar el títol, Fuchise va pujar al podi per guanyar la medalla de bronze i també va aconseguir la marca mínima olímpica "A". Finalment, però, no va arribar a competir als Jocs Olímpics d'Estiu de 2008 a Pequín perquè va perdre la qualificació després d'una mala carrera tàctica al Campionat Nacional Japonès de 2008, que també va ser una competició de classificació olímpica.
Fuchise va demostrar ser la millor marxadora del país als campionats nacionals de marxa de 20 km, el gener de 2009. Va guanyar la competició i també va batre el rècord japonès de la distància amb un temps d'1:28:03 hores. També va millorar a nivell continental, guanyant la medalla d'or als Campionats asiàtics de marxa de 2009, per davant de la seva compatriota Kumi Otoshi. Va participar al circuit World Race Walking Challenge de la IAAF i va quedar entre els vuit millors a la Coppa Città di Sesto San Giovanni a Itàlia. El juliol d'aquell any va assistir a la Universiada d'estiu, on va guanyar la medalla de plata en marxa, darrere d'Olga Mikhaylova (que va batre el rècord dels jocs). Després de classificar-se amb la seva victòria nacional, va competir al Campionat del Món d'atletisme de 2009. Va acabar setena a la general en la cursa femenina, la segona millor actuació d'una marxadora asiàtica després de la medalla de bronze de la xinesa Liu Hong.
El març de 2010 va guanyar el Campionat Asiàtics de marxa a la ciutat de Nomi, obtenint el seu segon títol continental amb un temps d'1:29:35 hores. Més tard, aquell mateix any va ocupar el lloc 24 a la Copa del Món de marxa de la IAAF. Al Campionat de marxa del Japó de 2011 va ser subcampiona davant Kumi Otoshi, i va ser la que va acabar més ràpida a l'esdeveniment de Nomi l'any següent.

## Marques personals
| Competició                   | Temps (h:m:s)             | Lloc            | Data             |
| ---------------------------- | ------------------------- | --------------- | ---------------- |
| 5.000 metres marxa en pista  | 21:54.07                  | Amagasaki, Japó | 19 de maig 2013  |
| 10.000 metres marxa en pista | 44:52.90                  | Tòquio, Japó    | 10 de juny 2007  |
| 10km marxa en ruta           | 44:23                     | Kobe, Japó      | 28 de gener 2007 |
| 20 km marxa en ruta          | 1:28:03 (rècord nacional) | Kobe, Japó      | 25 de gener 2009 |